# (77) Frigga
Frigga (frig'-a) és l'asteroide núm. 77 de la sèrie. Fou descobert a Clinton (Nova York) el 12 de novembre del 1862 per en Christian Heinrich Friedrich Peters (1813-90). És un asteroide gran, de la classe M i possiblement metàl·lic del cinturó principal. El seu nom es deu a Frigg, deessa de la mitologia nòrdica.